# Campeonato Nacional de Albania 1998-99
El Campeonato Nacional de Albania 1998-99 (en albanés: Kampionati Kombëtar Shqiptar 1998-99) fue la 60a temporada del Campeonato Nacional de Albania, la principal liga profesional de clubes de fútbol, desde su creación en 1930. La temporada comenzó el 29 de agosto de 1998 y concluyó el 15 de mayo de 1999. Vllaznia comenzó la temporada como campeones defensores de la temporada 1997-98 y Burreli fue el único equipo ascendido de la Kategoria e Parë, ya que la liga se redujo de 18 equipos a 16.
Tirana ganó su décimo octavo título albanés, habiendo terminado como subcampeón durante la temporada anterior. El club recién ascendido Burreli fue el primer equipo en descender, seguido por Laçi y Besa hasta la Kategoria e Parë.

## Equipos participantes

### Promoción y descenso
Un total de 16 equipos compitieron en la temporada 1998–99, 2 menos que en la anterior, donde compitieron 18 equipos. De estos 16 equipos, 15 de ellos eran de la temporada 1997-98, siendo Burreli el único equipo ascendido de la Kategoria e Parë. 3 equipos de la temporada 1997-98 fueron relegados, y fueron Shqiponja, Sopoti y Albpetrol.
| Equipo          | Ciudad  | Estadio                         | Capacidad |
| --------------- | ------- | ------------------------------- | --------- |
| Apolonia Fier   | Fier    | Estadio Loni Papuçiu            | 10,000    |
| Besa            | Kavajë  | Estadio Besa                    | 8,000     |
| Burreli         | Burrel  | Estadio Liri Ballabani          | 2,500     |
| Bylis           | Ballsh  | Estadio Adush Muça              | 6,000     |
| Dinamo Tirana   | Tirana  | Estadio Qemal Stafa             | 6,000     |
| Elbasani        | Elbasan | Elbasan Arena                   | 15,000    |
| Flamurtari      | Vlorë   | Estadio Flamurtari              | 15,000    |
| Laci            | Laç     | Estadio Laçi                    | 5,000     |
| Lushnja         | Lushnjë | Estadio Abdurrahman Roza Haxhiu | 12,000    |
| Partizani       | Tirana  | Estadio Qemal Stafa             | 6,000     |
| Skenderbeu      | Korçë   | Estadio Skënderbeu              | 12,000    |
| Shkumbini Peqin | Peqin   | Estadio Shkumbini               | 6,000     |
| Teuta           | Durrës  | Estadio Niko Dovana             | 12,040    |
| Tirana          | Tirana  | Estadio Qemal Stafa             | 6,000     |
| Tomori Berat    | Berat   | Estadio Tomori                  | 14,750    |
| Vllaznia        | Shkodër | Estadio Loro Boriçi             | 15,000    |

## Clasificación
|                                 | Pos. | Equipo          | PJ | PG | PE | PP | GF | GC | Dif. | Pts. |
| ------------------------------- | ---- | --------------- | -- | -- | -- | -- | -- | -- | ---- | ---- |
| Logo de la UEFA Champios League | 1    | Tirana          | 30 | 18 | 7  | 5  | 48 | 20 | +28  | 61   |
| Logo de la UEFA Champios League | 2    | Vllaznia        | 30 | 18 | 6  | 6  | 57 | 18 | +39  | 60   |
| Logo de la UEFA Champios League | 3    | Bylis[a]        | 30 | 18 | 5  | 7  | 51 | 19 | +32  | 59   |
|                                 | 4    | Tomori Berat    | 30 | 13 | 7  | 10 | 31 | 25 | +6   | 46   |
|                                 | 5    | Lushnja         | 30 | 14 | 2  | 14 | 52 | 40 | +12  | 44   |
|                                 | 6    | Dinamo Tirana   | 30 | 11 | 7  | 12 | 37 | 37 | 0    | 40   |
|                                 | 7    | Shkumbini Peqin | 30 | 12 | 4  | 14 | 30 | 38 | -8   | 40   |
| Logo de la UEFA Intertoto Cup   | 8    | Teuta           | 30 | 12 | 4  | 14 | 28 | 48 | -20  | 40   |
|                                 | 9    | Elbasani        | 30 | 11 | 6  | 13 | 30 | 30 | 0    | 39   |
|                                 | 10   | Partizani       | 30 | 10 | 9  | 11 | 37 | 46 | -9   | 39   |
|                                 | 11   | Flamurtari      | 30 | 11 | 5  | 14 | 40 | 47 | -7   | 38   |
|                                 | 12   | Skenderbeu      | 30 | 12 | 2  | 16 | 44 | 53 | -9   | 38   |
|                                 | 13   | Apolonia Fier   | 30 | 10 | 7  | 13 | 32 | 42 | -10  | 37   |
| Decrecimiento                   | 14   | Besa            | 30 | 10 | 6  | 14 | 25 | 40 | -15  | 36   |
| Decrecimiento                   | 15   | Laci            | 30 | 9  | 6  | 15 | 36 | 55 | -19  | 33   |
| Decrecimiento                   | 16   | Burreli         | 30 | 8  | 3  | 19 | 40 | 60 | -20  | 27   |

Notas:
1. Bylis se clasificó para la ronda de clasificación de la Copa de la UEFA debido a que Tirana ganó la liga y la Copa de Albania 1998-99, lo que significa que su lugar en la Copa de la UEFA fue otorgado al subcampeón de la copa Vllaznia, quien también terminó como subcampeón en la liga, lo que significa que su lugar en la Copa de la UEFA a través de la ruta liguera fue otorgado a Bylis.

## Resultados
| Local/Visita    | APO | BES | BUR | BYL | DTI | ELB | FLA | LAC | LUS | PAR | SKE | SHK | TEU | TIR | TOM | VLL |
| --------------- | --- | --- | --- | --- | --- | --- | --- | --- | --- | --- | --- | --- | --- | --- | --- | --- |
| Apolonia Fier   |     | 1-0 | 2-0 | 1-0 | 2-0 | 2-1 | 1-0 | 2-1 | 1-1 | 1-0 | 4-2 | 1-1 | 2-1 | 0-1 | 0-0 | 0-0 |
| Besa            | 1-0 |     | 4-1 | 0-1 | 1-0 | 0-0 | 2-1 | 2-0 | 1-0 | 2-1 | 2-1 | 1-0 | 0-0 | 1-1 | 1-1 | 1-0 |
| Burreli         | 2-0 | 2-3 |     | 1-2 | 4-4 | 2-0 | 0-2 | 1-3 | 4-1 | 2-3 | 4-2 | 3-0 | 3-0 | 0-0 | 2-1 | 1-0 |
| Bylis           | 4-1 | 2-1 | 5-1 |     | 1-0 | 3-0 | 4-0 | 4-1 | 1-0 | 2-0 | 5-0 | 2-0 | 3-0 | 2-1 | 2-0 | 2-2 |
| Dinamo Tirana   | 3-1 | 1-0 | 0-0 | 2-1 |     | 2-1 | 3-1 | 3-1 | 2-0 | 2-2 | 1-0 | 1-0 | 1-2 | 1-2 | 0-0 | 0-1 |
| Elbasani        | 1-0 | 4-1 | 3-1 | 1-0 | 0-0 |     | 2-1 | 3-0 | 1-0 | 1-2 | 3-0 | 1-0 | 2-0 | 0-0 | 2-1 | 1-1 |
| Flamurtari      | 1-1 | 4-0 | 2-1 | 0-0 | 2-0 | 1-1 |     | 3-0 | 3-1 | 0-0 | 3-0 | 2-0 | 3-0 | 1-0 | 3-2 | 0-0 |
| Laci            | 4-1 | 1-0 | 2-1 | 0-0 | 2-1 | 1-0 | 4-2 |     | 0-2 | 2-3 | 5-3 | 1-1 | 2-0 | 3-3 | 0-0 | 0-1 |
| Lushnja         | 3-1 | 4-0 | 3-0 | 0-2 | 1-1 | 2-0 | 3-2 | 3-1 |     | 3-0 | 5-1 | 3-0 | 2-0 | 6-1 | 1-0 | 1-2 |
| Partizani       | 2-2 | 2-1 | 3-1 | 1-2 | 2-2 | 1-1 | 3-2 | 3-0 | 2-1 |     | 0-0 | 1-0 | 1-1 | 1-2 | 1-0 | 1-1 |
| Skenderbeu      | 2-0 | 1-0 | 2-1 | 1-0 | 2-3 | 1-0 | 4-1 | 4-1 | 2-1 | 4-0 |     | 3-1 | 5-0 | 0-1 | 2-0 | 0-2 |
| Shkumbini Peqin | 2-1 | 0-0 | 1-0 | 1-0 | 1-0 | 1-0 | 3-0 | 5-0 | 2-1 | 2-0 | 1-0 |     | 4-1 | 1-2 | 0-0 | 1-0 |
| Teuta           | 1-1 | 2-0 | 3-0 | 2-1 | 3-2 | 1-0 | 2-0 | 1-0 | 1-2 | 2-0 | 1-1 | 2-0 |     | 0-5 | 1-0 | 1-0 |
| Tirana          | 2-0 | 2-0 | 3-0 | 0-0 | 1-0 | 1-0 | 1-0 | 0-0 | 3-0 | 2-2 | 2-0 | 4-1 | 3-0 |     | 3-0 | 1-0 |
| Tomori Berat    | 2-1 | 2-1 | 2-1 | 0-0 | 1-0 | 1-0 | 1-0 | 1-1 | 3-2 | 3-0 | 2-0 | 4-0 | 2-0 | 1-0 |     | 1-0 |
| Vllaznia        | 4-2 | 5-0 | 4-1 | 2-0 | 1-3 | 3-1 | 8-0 | 2-0 | 3-0 | 2-0 | 4-0 | 4-1 | 3-0 | 1-0 | 1-0 |     |

## Estadísticas

### Goleadores
| Pos. | Jugador         | Club          | Goles |
| ---- | --------------- | ------------- | ----- |
| 1    | Artan Bano      | Lushnja       | 22    |
| 2    | Rigels Qose     | Skenderbeu    | 19    |
| 3    | Vioresin Sinani | Vllaznia      | 14    |
| 4    | Bardhyl Elezi   | Lushnja       | 12    |
| 4    | Klodian Asllani | Bylis         | 12    |
| 6    | Hekuran Jakupi  | Bylis         | 10    |
| 6    | Fjodor Xhafa    | Flamurtari    | 10    |
| 8    | Vladimir Gjoni  | Burreli       | 10    |
| 8    | Fatjon Ymeri    | Dinamo Tirana | 10    |
| 8    | Daniel Xhafa    | Flamurtari    | 10    |